# Liste des Premiers ministres et des ministres en chef du Jammu-et-Cachemire
Cet article dresse une liste des premiers ministres et ministres en chef de l'État indien du Jammu-et-Cachemire.
Le Jammu-et-Cachemire était le seul État indien à posséder sa propre Constitution. Jusqu'en 1965, le titre du chef du gouvernement était premier ministre, reprenant le titre qui était en vigueur dans l'État princier. De 1965 à 2018, il est appelé ministre en chef, comme dans les autres États de l'Inde. La fonction disparaît en 2019 avec la révocation de l'autonomie du Jammu-et-Cachemire et son remplacement par deux territoires de l'Union.

## État princier
| #  | Nom                         | Prise de fonction | Fin de fonction |
| -- | --------------------------- | ----------------- | --------------- |
| 1  | Raja Hari Singh             | 1925              | 1927            |
| 2  | Sir Albion Banerjee         | Janvier, 1927     | mars, 1929      |
| 3  | G.E.C. Wakefield            | 1929              | 1931            |
| 4  | Sir Hari Kishan Kaul        | 1931              | 1933            |
| 5  | Elliot James Dowell Colvin  | 1933              | 1936            |
| 6  | Sir Barjor J. Dalal         | 1936              | 1936            |
| 7  | Sir N. Gopalaswami Ayyangar | 1936              | juillet, 1943   |
| 8  | Kailas Narain Haksar        | juillet, 1943     | février, 1944   |
| 9  | Sir Benegal Narsing Rau     | février, 1944     | 28 juin 1945    |
| 10 | Ram Chandra Kak             | 28 juin 1945      | 11 août 1947    |
| 11 | Janak Singh                 | 11 août 1947      | 15 octobre 1947 |

## État de l'Inde

### Premiers ministres
| # | Nom                    | Prise de fonction | Fin de fonction | Parti                                      |
| - | ---------------------- | ----------------- | --------------- | ------------------------------------------ |
| 1 | Mehr Chand Mahajan     | 15 octobre 1947   | 5 mars 1948     | Parti du Congrès                           |
| 2 | Sheikh Abdullah        | 5 mars 1948       | 9 août 1953     | Conférence nationale du Jammu-et-Cachemire |
| 3 | Bakshi Ghulam Mohammad | 9 août 1953       | 12 octobre 1963 | Conférence nationale du Jammu-et-Cachemire |
| 4 | Khwaja Shamsuddin      | 12 octobre 1963   | 29 février 1964 | Conférence nationale du Jammu-et-Cachemire |
| 5 | Ghulam Mohammed Sadiq  | 29 février 1964   | 30 mars 1965    | Parti du Congrès                           |

### Ministres en chef
| #   | Nom                      | Prise de fonction | Fin de fonction  | Parti | Parti                     |
| --- | ------------------------ | ----------------- | ---------------- | ----- | ------------------------- |
| 1   | Ghulam Mohammed Sadiq    | 30 mars 1965      | 12 December 1971 |       | Congrès                   |
| 2   | Syed Mir Qasim           | 12 December 1971  | 25 février 1975  |       | Congrès                   |
| 3   | Sheikh Abdullah          | 25 février 1975   | 26 mars 1977     |       | JKNC                      |
| —   | Vacant (Governor's rule) | 26 mars 1977      | 9 juillet 1977   |       |                           |
| (3) | Sheikh Abdullah          | 9 juillet 1977    | 8 September 1982 |       | JKNC                      |
| 4   | Farooq Abdullah          | 8 September 1982  | 2 juillet 1984   |       | JKNC                      |
| 5   | Ghulam Mohammad Shah     | 2 juillet 1984    | 6 mars 1986      |       | Awami National Conference |
| —   | Vacant (Governor's rule) | 6 mars 1986       | 7 novembre 1986  |       |                           |
| (4) | Farooq Abdullah          | 7 novembre 1986   | 19 janvier 1990  |       | JKNC                      |
| —   | Vacant (Governor's rule) | 19 janvier 1990   | 9 octobre 1996   |       |                           |
| (4) | Farooq Abdullah          | 9 octobre 1996    | 18 octobre 2002  |       | JKNC                      |
| —   | Vacant (Governor's rule) | 18 octobre 2002   | 2 novembre 2002  |       |                           |
| 6   | Mufti Mohammad Sayeed    | 2 novembre 2002   | 2 novembre 2005  |       | JKPDP                     |
| 7   | Ghulam Nabi Azad         | 2 novembre 2005   | 11 juillet 2008  |       | Congrès                   |
| —   | Vacant (Governor's rule) | 11 juillet 2008   | 5 janvier 2009   |       |                           |
| 8   | Omar Abdullah            | 5 janvier 2009    | 8 janvier 2015   |       | JKNC                      |
| —   | Vacant (Governor's rule) | 9 janvier 2015    | 1er mars 2015    |       |                           |
| (6) | Mufti Mohammad Sayeed    | 1er mars 2015     | 7 janvier 2016   |       | JKPDP                     |
| 9   | Mehbooba Mufti           | 4 avril 2016      | 19 juin 2018     |       | JKPDP                     |
| —   | Vacant (Governor's rule) | 19 juin 2018      | 31 octobre 2019  |       |                           |